# Umineko When They Cry
Umineko When They Cry (うみねこのなく頃に, Umineko no Naku Koro ni) (Nederlands: Toen de zeemeeuwen huilden) is een serie Japanse visuele romans van 07th Expansion. De krimiserie debuteerde tijdens Comiket, het grootste Dojinshi-evenement ter wereld, en werd uitgebracht voor Microsoft Windows tussen 17 augustus 2007 en 4 oktober 2019.
De acht hoofdstukken in de serie zijn verdeeld over twee bundels, Umineko no Naku Koro ni en Umineko no Naku Koro ni Chiru. De serie wordt voorafgegaan door Higurashi When They Cry en opgevolgd door Ciconia When They Cry.
Geporteerde versies zijn verschenen voor PlayStation 3, PSP, Xbox 360, Nintendo Switch en PlayStation 4.
Het succes van de serie leidde tot een 26-delige animeserie in 2009 en een mangaserie van 53 volumes tussen 2007 en 2015. Daarnaast zijn ook drama-cd's, een boekenserie en een theaterproductie van de serie uitgebracht.

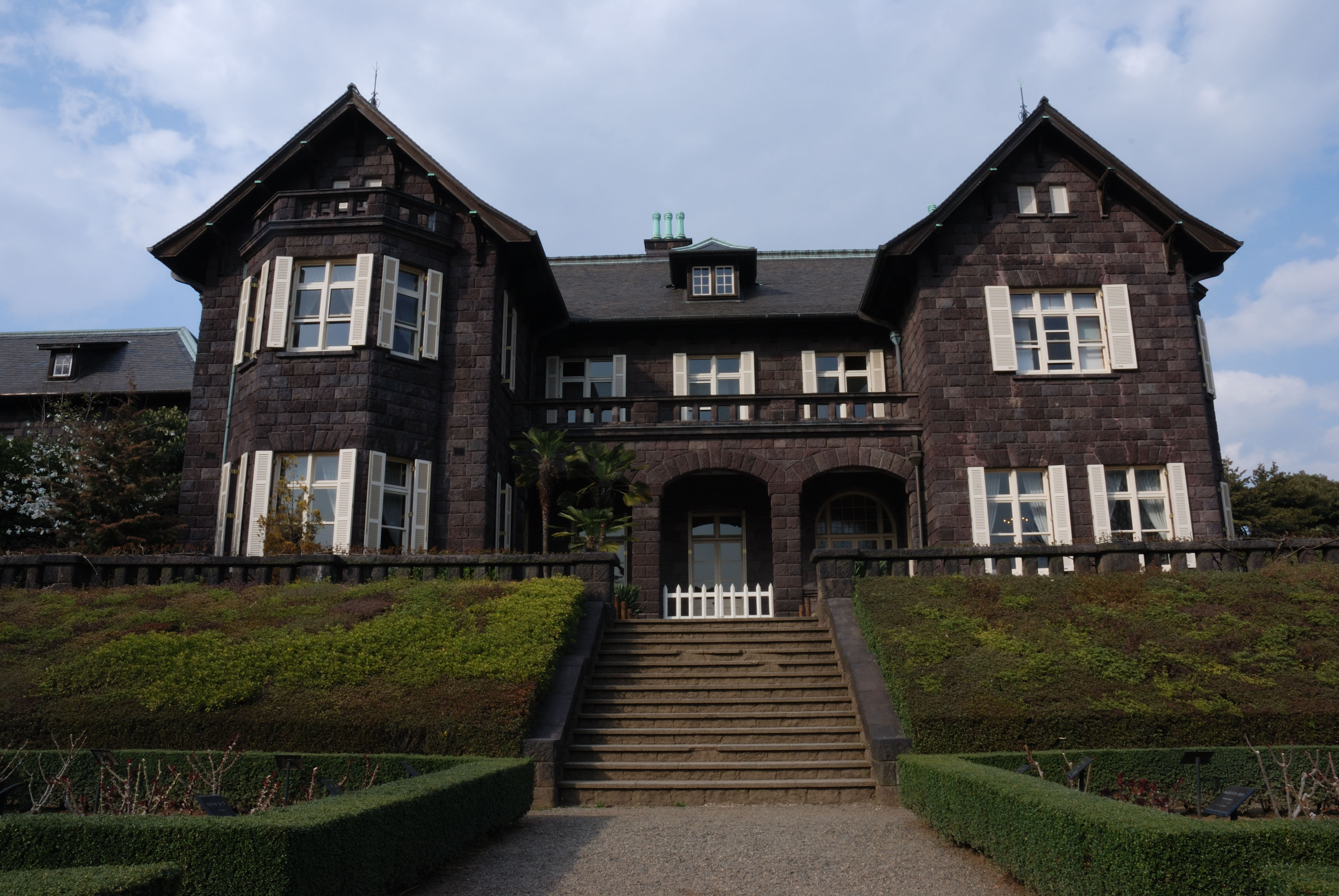
Het landhuis in Kita, Tokio, dat diende als de setting in het spel.

## Plot
Ushiromiya Battler is al zes jaar afwezig bij de jaarlijkse familiebijeenkomsten op het eiland Rokkenjima. Hij maakt opnieuw kennis met de legende van de Gouden Heks Beatrice die zijn grootvader Kinzo tien ton goud zou hebben gegeven. Naast het portret van de heks staat een raadselachtig epitaaf, waarvan wordt aangenomen dat zij die het raadsel oplossen het goud van de legende krijgen en het nieuwe hoofd van de familie zal worden.
Een tyfoon houdt de achttien mensen op het eiland gevangen. Ze krijgen te maken met mysterieuze moorden die gelijkaardig zijn met het epitaaf, vaak op manieren die onmogelijk lijken voor een mens. Op het einde van het eerste hoofdstuk lijkt het dat de heks Beatrice iedereen heeft vermoord. Vanaf het tweede hoofdstuk wordt het verhaal een metafictie, waar Battler en Beatrice in debat gaan over de moorden. Volgens de heks Beatrice zijn de moorden bovennatuurlijk en beweert iedereen vermoord te hebben met magie, maar Battler weigert de mogelijkheid van magische moorden.
De daaropvolgende hoofstukken tonen de gebeurtenissen op Rokkenjima telkens op een andere manier, terwijl Battler ze bespreekt met Beatrice en andere magische entiteiten.

## Hoofdpersonages
- Battler Ushiromiya
- Jessica Ushiromiya
- Beatrice
- Maria Ushiromiya
- George Ushiromiya
- Bernkastel
- Lambdadelta
- Ange Ushiromiya

## Uitgave

### Umineko no Naku Koro ni
- Episode 1: Legend of the Golden Witch: 17 augustus 2007 (Comiket 72)
- Episode 2: Turn of the Golden Witch: 31 december 2007 (Comiket 73)
- Episode 3: Banquet of the Golden Witch: 16 augustus 2008 (Comiket 74)
- Episode 4: Alliance of the Golden Witch: 29 december 2008 (Comiket 75)

### Umineko no Naku Koro ni Chiru
- Episode 5: End of the Golden Witch: 15 augustus 2009 (Comiket 76)
- Episode 6: Dawn of the Golden Witch: 30 december 2009 (Comiket 77)
- Episode 7: Requiem of the Golden Witch: 14 augustus 2010 (Comiket 78)
- Episode 8: Twilight of the Golden Witch: 31 december 2010 (Comiket 79)

### Spin-offs
- Umineko no Naku Koro ni Tsubasa: 31 december 2010 (Comiket 79)
- Umineko no Naku Koro ni Hane: 31 december 2011 (Comiket 81)

### Vechtspellen
- Golden Fantasia (31 december 2010)
- Golden Fantasia X (31 december 2011)

### Umineko no Naku Koro ni Saku
Umineko no Naku Koro ni Saku werd uitgebracht op 4 oktober 2019 voor Microsoft Windows. Het is een verzameling van alle hoofstukken van Umineko, waaronder ook de spin-offs Tsubasa en Hane, samen met twee nieuwe hoofdstukken: Our Confession en Last Note of the Golden Witch. De consoleversies van Saku bevatten ook het vechtspel Golden Fantasia.

### Engelse lokalisatie
De officiële Engelstalige versie werd uitgebracht door Mangagamer. Het is een vernieuwde lokalisatie van de onofficiële vertaling gemaakt door de groep Witch Hunt. Umineko When They Cry: Question Arcs kwam uit op 8 jul 2016 en Umineko When They Cry: Answer Arcs op 18 november 2017.

## Bewerkingen

### Manga
Een manga-adaptatie van de spelserie werd gepubliceerd in Gangan Comics. De reeks werd getekend door verschillende mangaka tussen 2007 en 2015. De adaptatie van Twilight of the Golden Witch bevat een compleet nieuw deel onder de naam Confession of the Golden Witch.

### Roman
De romanreeks werd gepubliceerd door Kodansha en geschreven door Ryukishi07 met illustraties van Tomohi. Het eerste deel kwam uit op 1 juli 2009. Het vijftiende en laatste deel kwam uit op 30 september 2018.

### Anime
Een 26-delige animeserie werd uitgezonde tussen 2 juli 2009 en 24 december 2009 op de Japanse televisiezender Chiba TV. De serie is een adaptatie van de eerste vier hoofdstukken van het spel en werd geproduceerd door Studio Deen.

### Theater
Het toneelstuk wordt uitgevoerd door de theatergroep Shingidan Mumei Classics. Het eerste deel werd uitgevoerd in april 2022. Het zesde deel zal worden uitgevoerd in september 2025.